# Amphicestonia dispar
Amphicestonia dispar är en tvåvingeart som beskrevs av Villeneuve 1939. Amphicestonia dispar ingår i släktet Amphicestonia och familjen parasitflugor. Inga underarter finns listade i Catalogue of Life.